# Диденко, Анатолий Александрович
Анато́лий Алекса́ндрович Диде́нко (укр. Анатолій Олександрович Діденко; 9 июня 1982, Николаев, УССР, СССР) — украинский футболист, нападающий.

## Биография
Воспитанник ДЮСШ ФК «Николаев». Первый тренер — А. В. Сумм.
Выступал за команды «Николаев», «Олимпия ФК АЭС» (Южноукраинск), «Амкар» (Пермь), «Металлист» (Харьков), «Закарпатье» (Ужгород).
В одесский «Черноморец» перешёл в январе 2009 года. Стал лучшим бомбардиром команды в сезоне 2010/11, забив 10 голов в 29 матчах. По окончании срока контракта в июле 2015 года покинул расположение команды.
В июле 2015 года на правах свободного агента перешёл в луцкую «Волынь».
С июля 2017 по февраль 2018 года выступал за одесский клуб Жемчужина. Принял участие в 17 матчах, забил 7 голов.
В феврале 2018 года подписал контракт с «Мариуполем» до конца сезона. По окончании сезона 2017/18 покинул клуб.
В июле 2018 года подписал контракт с одесским «Черноморцем».
Через год завершил карьеру.

### Тренерская карьера
В январе 2020 года стал помощником главного тренера МФК «Николаев» в штабе Ильи Близнюка. В январе 2021 года назначен на должность старшего тренера МФК «Николаев-2».

## Достижения
- Финалист Кубка Украины: 2012/13
- Бронзовый призёр чемпионата Украины (2): 2006/07, 2007/08